# Miguel Angel Repetto
Miguel Angel Repetto (Luján, Provincia de Buenos Aires, Argentina; 17 de febrero de 1929-ibíd.; 10 de mayo de 2019) fue un historietista argentino.

## Biografía
Se graduó como notario, en 1973, en la Universidad del Salvador en Buenos Aires.
Siendo aún joven, por medio de un concurso fue seleccionado por Ramón Columba y empezó una pasantía de cinco años, al término de la cual se incorporó a los dibujantes de la Editorial Columba. Aquí tuvo la oportunidad de trabajar para prestigiosas revistas como Intervalo, d'Artagnan, El Tony y Fantasía, creando series del Oeste como Diego, Conrack y Dan Flynn.
Posteriormente trabajó para la revista Hora Cero, publicada por la Editorial Frontera, con textos de Héctor Germán Oesterheld. Estudió bajo Alberto Breccia en la Escuela Panamericana de Arte. Posteriormente, para Ediciones Récord dibujó las series El Cobra, iniciada por Arturo del Castillo, y Jet Power, de la que fue también guionista.
Repetto colaboró con grandes editoriales extranjeras, entre las que destaca King Features Syndicate, para la cual ilustró Agente secreto Corrigan (originariamente Agente secreto X-9, creado por Dashiell Hammett y Alex Raymond). En los años 1990 empezó su colaboración con la editorial italiana Sergio Bonelli Editore, dibujando varias historias de Tex, tanto de la serie regular como de las especiales.
Falleció el 10 de mayo de 2019 en Luján, a los 90 años.